# Marianne Margaté
Marianne Margaté, née le 17 septembre 1971, est une femme politique française. Membre du Parti communiste français, elle est sénatrice de Seine-et-Marne depuis 2023.

## Biographie
Marianne Margaté est cadre territoriale chargée de la formation professionnelle. Militante au Parti communiste français, elle est 
première adjointe au maire de Mitry-Mory.
En 2015, elle est élue conseillère départementale dans le canton de Mitry-Mory. Elle est reconduite dans sa fonction lors des élections de 2021, mais démissionne le 9 octobre 2023 à la suite de son élection à la Chambre haute.
En 2e position sur la liste conduite par Vincent Éblé, elle est élue sénatrice de Seine-et-Marne aux élections de 2023.